# ابی کلنسی
ابی کلنسی (انگلیسی: Abbey Clancy؛ زادهٔ ۱۰ ژانویهٔ ۱۹۸۶) مدل و مجری تلویزیون اهل بریتانیا است. ابی کلنسی همسر پیتر کراوچ می‌باشد. همچنین وی دارنده مقام دوم مدل برتر بعدی بریتانیا در سال ۲۰۰۶ می‌باشد.